# Harold S. Stone
Harold Stuart Stone (* 10. August 1938 in St. Louis, Missouri) ist ein US-amerikanischer Computeringenieur.
Stone studierte an der Princeton University (Bachelor-Abschluss in Elektrotechnik 1960) und an der University of California, Berkeley, mit dem Master-Abschluss 1961 und der Promotion in Elektrotechnik 1963. Er war 1968 bis 1974 Associate Professor an der Stanford University und 1974 bis 1984 Professor für Elektrotechnik und Informatik an der University of Massachusetts in Amherst. Ab 1984 forschte er über Computerarchitektur am Thomas J. Watson Research Center von IBM und später über Bildverarbeitung am NEC Research Institute in Princeton (als NEC Fellow).
Er forschte über Parallelrechner-Architekturen und schrieb Standardlehrbücher über Computerarchitektur, für die er mit mehreren Preisen ausgezeichnet wurde.
1992 erhielt er den IEEE Emanuel R. Piore Award, 1999 den Taylor L. Booth Award und 1991 den Charles Babbage Award. Er ist IEEE Fellow und Fellow der Association for Computing Machinery (1993). Außerdem war er Associate Editor des Journal of the ACM sowie der IEEE Transactions on Parallel and Distributed Systems.

## Schriften
- High Performance Computer Architecture, Addison-Wesley 1987, 2. Auflage 1993
- Herausgeber Introduction to Computer Architecture, 1975, 2. Auflage, Chicago: Science Research Associates 1980
- Introduction to Computer Organization and Data Structures, McGraw Hill 1971
- Discrete mathematical structures and their applications, Chicago: Science Research Associates 1973
- Microcomputer Interfacing, Addison-Wesley 1982
- mit Daniel Siewiorek Introduction to computer organization and data structures, PDP-11 edition, McGraw Hill 1975